# Wilfrid Pelletier
Pour les articles homonymes, voir Pelletier.
Wilfrid Pelletier (né le 20 juin 1896 à Montréal au Québec - mort le 9 avril 1982 à Wayne (en) en Pennsylvanie à l'âge de 85 ans) est un pianiste, pédagogue et chef d'orchestre québécois.

## Biographie
Dans sa jeunesse, Pelletier étudie auprès de François Héraly (1904-1914), comme batteur dans l’ensemble musical Tempérance de la paroisse de Saint-Pierre-Apôtre. Par la suite, il poursuit ses apprentissages auprès d'Alexis Contant et Alfred Laliberté. C’est en 1915 qu’il remporte le prix d’Europe et qu'il va s’installer à Paris avec sa première épouse Berthe Jeannotte. Lors de son séjour à Paris, Wilfrid Pelletier étudie le piano avec Isidore Philipp, l'harmonisation avec Marcel Samuel-Rousseau, le répertoire lyrique avec Charles Bellaigue et c’est finalement avec Charles-Marie Widor qu’il va étudier la composition.
En 1917, lorsqu’il déménage à New York, Pelletier commence sa carrière au sein de la Metropolitan Opera où il sera engagé comme répétiteur sous la recommandation de Monteux. En 1921, il est nommé adjoint au chef d’orchestre et en 1928 il devient le directeur du répertoire français de la compagnie.
C’est plus tard en 1932 qu’il deviendra le chef d’orchestre des Sunday Night Opera et il le sera jusqu’en 1950. C’est également dans cette même période que Pelletier va créer les Metropolitan Audition of the Air et qu’il dirigera régulièrement des concerts pour enfant du PO de New York. 
En 1934, il devient également le premier directeur artistique de l'Orchestre symphonique de Montréal nouvellement créé. Il crée les Matinées symphoniques pour la jeunesse et les Concerts d'été en plein air, deux traditions qui subsistent toujours aujourd'hui. Il est également le quatrième directeur musical de l'Orchestre symphonique de Québec, où il demeure en fonction de 1951 à 1966.
On attribue aussi à Pelletier la fondation du Conservatoire de musique et d'art dramatique de Montréal en 1943. C’est plus tard en 1944 qu’il deviendra également le directeur du conservatoire de Québec. Ce dernier assumera d'ailleurs la direction de la jeune institution parallèlement à sa carrière à New York.
Wilfrid Pelletier sera également directeur artistique de l’OS de Québec de 1951 à 1966 et directeur musical au ministère des Affaires culturelles du gouvernement du Québec de 1961 à 1970.
En 1962, il se rend à Val-d'Or, en Abitibi-Témiscamingue, afin d'évaluer les possibilités d'y implanter une école de musique pré-conservatoire, ce qui deviendra, en 1964, le Conservatoire de musique de Val-d'Or. Il est reçu par le musicien et professeur Edgard Davignon, qui le sollicite pour concrétiser ce projet. 
En 1963, il contribue à l'inauguration de la Place des Arts à Montréal, en dirigeant l'Orchestre symphonique de Montréal dans ce qui porta temporairement le nom de « Grande Salle ». En 1966, cette même salle fut rebaptisée la salle Wilfrid-Pelletier, en son honneur. Elle demeure à ce jour la plus grande salle de concert polyvalente du Canada avec ses 2996 fauteuils. Il existe, par ailleurs, une école primaire située à Anjou qui, en son honneur, se nomme Wilfrid-Pelletier.
Le fonds d’archives Wilfrid-Pelletier est conservé au centre d’archives de Montréal de Bibliothèque et Archives nationales du Québec.

### Vie privée
Les trois femmes avec qui il aura été en couple sont Berthe Jeanotte, la chanteuse américaine Queena Tilloston Mario et la soprano Rose Bampton.

## Honneurs
- 1915 : Prix d'Europe
- 1962 : Bene merenti de patria
- 1967 : Compagnon de l'Ordre du Canada
- 1975 : Médaille du Conseil canadien de la musique

Posthume
- 1991 : Intronisé au Panthéon canadien de l'art lyrique

## Hommages toponymiques
L'avenue Wilfrid-Pelletier a été nommée en son honneur, en 2006, dans la ville de Québec.